# Michał Włodek

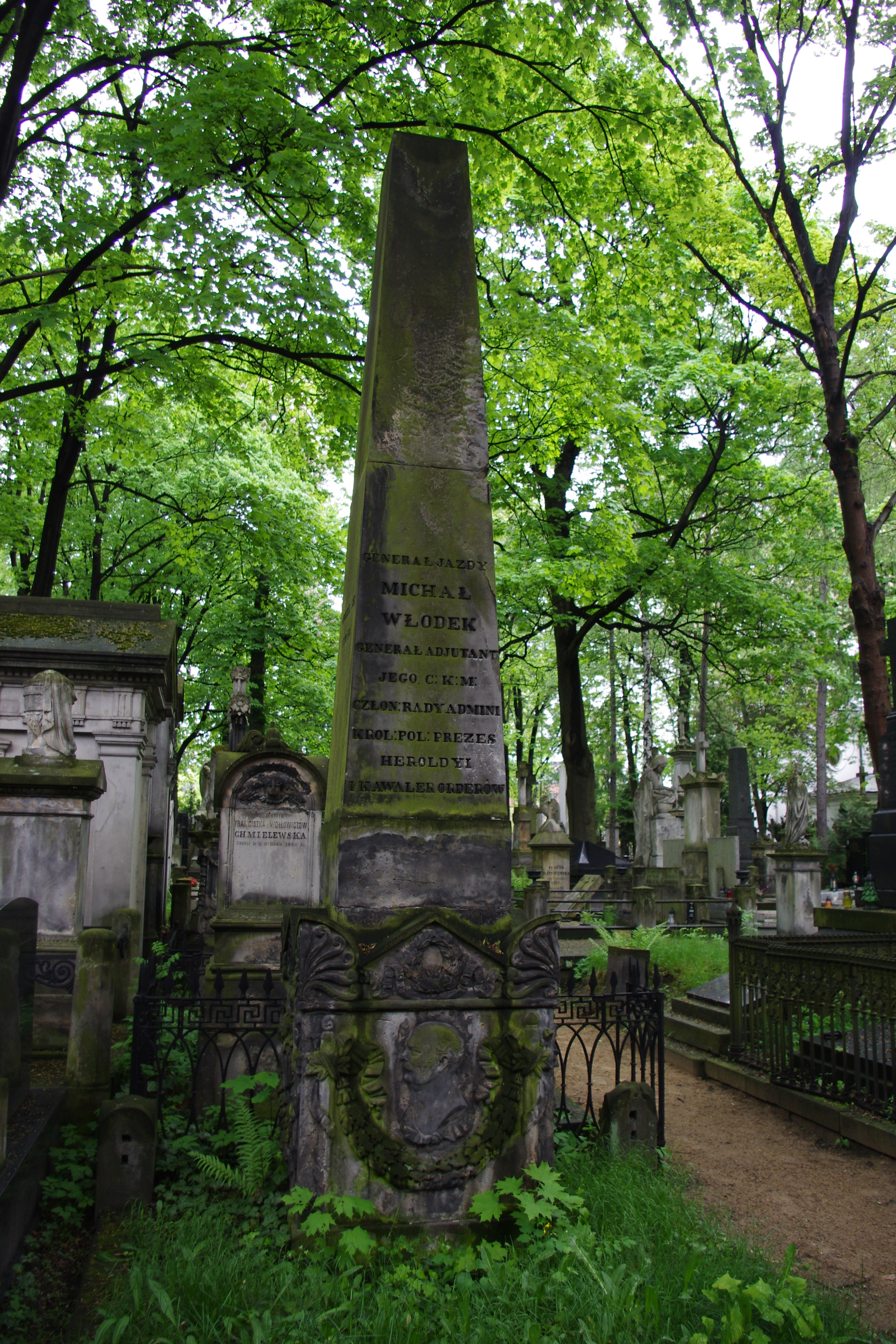
Grób generała Michała Włodka na cmentarzu Powązkowskim w Warszawie

Michał Włodek, Michaił Fiodorowicz Włodek (ros. Михаил Фёдорович Влодек, ur. 1780, zm. 8 czerwca 1849 w Warszawie) – generał kawalerii Cesarskiej Armii Rosyjskiej, generał adiutant cesarza Mikołaja I w latach 1826–1831.

## Życiorys
Syn Tadeusza Włodka oraz Barbary z Brzezińskich. Pochodzący z Wileńszczyzny Michał Włodek, rozpoczął służbę w rosyjskiej armii we wrześniu 1800 w stopniu porucznika lejbgwardii pułku konnego. W 1801 mianowany sztabsrotmistrzem tegoż pułku, w 1802 rotmistrzem. Zwolniony ze służby w randze pułkownika w 1806 i mianowany rzeczywistym szambelanem w 1808. W tym samym roku przyjęty na nowo do służby wojskowej do pułku konnego lejbgwardii, mianowany fliegel adiutantem cesarza Aleksandra I. Za odznaczenie się w bitwach awansowany na generała majora w 1813, w 1818 został dowódcą I brygady byłej litewsko-ułańskiej dywizji, dowódcą dywizji w 1819, generałem adiutantem w 1826. W 1832 mianowany członkiem Audytoriatu Polowego Wojsk w Królestwie Polskim, w 1833 członkiem Rady Stanu Królestwa Polskiego, w 1839 członkiem Komitetu do Ułożenia Praw dla Królestwa Polskiego, w 1841 senatorem z prawem zasiadania w Warszawskich Departamentach Rządzącego Senatu, oraz prezesem Komisji Próśb w Królestwie Polskim. W 1843 awansowany na generała kawalerii, w 1846 został członkiem Rady Administracyjnej i prezesem Heroldii Królestwa Polskiego.
Odbył kampanię w 1805 (III koalicja antyfrancuska), wziął udział w bitwie pod Austerlitz. Uczestniczył w wojnie rosyjsko-tureckiej (1806–1812), w czasie szturmu tureckiej twierdzy, został raniony kulą karabinową w lewe ramię, następnie dowodząc pułkiem zdobył trzy działa, za co otrzymał Order Świętego Włodzimierza III klasy. W czasie francuskiej inwazji na Rosję w 1812 odznaczył się w bitwie pod Krasnym, w 1813 (VI koalicja antyfrancuska), uczestniczył w bitwach pod Lützen, Budziszynem, Dreznem i Kulm oraz w trzydniowej „bitwie narodów” pod Lipskiem. W nagrodę otrzymał Broń Złotą „Za Waleczność” z brylantami. W latach 1814–1815 walczył we Francji, gdzie między innymi wkroczył do Paryża. 
Wziął udział w tłumieniu powstania listopadowego jako dowódca korpusu między innymi w bitwach pod Dobrem, Grochowem i Międzyrzecem Podlaskim. Nagrodzono go dobrami skonfiskowanymi uczestnikom insurekcji.  
Żonaty z Aleksandrą hrabianką Tołstoj. Pochowany na cmentarzu Powązkowskim w Warszawie (kwatera 14-5-29/30).